# Јими Дурмас
Јими Дурмас (швед. Jakup Jimmy Durmaz; 22. март 1989) шведски је фудбалер и репрезентативац.

## Клупска каријера
Дурмас је у Малме стигао из БК Форварда у јулу 2008. године. Свој деби у првенству је имао 14. јула 2008. године против Хамарбија. Његов пробој у каријери је био у победничкој сезони 2010. године, када је одиграо 27 утакмица. Дурмас је постигао први гол за Малме против Милана на егзибиционом мечу 14. августа 2011. године. Дурмас је играо редовно за клуб током сезоне 2011/12. и завршио је сезону са 27 лигашких утакмица и четири постигнута гола. У јуну 2012. потписао је трогодишњи уговор са турским клубом Генчлербирлиги.
Са грчким Олимпијакосом је потписао уговор у августу 2014. Први гол за клуб је постигао против ОФИ Крита 14. септембра. Хет-трик је постигао у победи од 8:0 против Тирнавоса на утакмици грчког купа 29. јануара 2015.
У августу 2016. Дурмас се преселио у Тулузу за суму од 2,5 милиона евра.

## Репрезентација
Дебитовао је 8. фебруара 2011. за шведску репрезентацију на пријатељској утакмици против Кипра.
У мају 2018. године, био је уврштен у састав Шведске на Светском првенству у Русији 2018. године.

## Голови за репрезентацију
Голови Дурмаса у дресу са државним грбом
| #  | Датум             | Место    | Противник   | Гол | Резултат | Такмичење                                 |
| -- | ----------------- | -------- | ----------- | --- | -------- | ----------------------------------------- |
| 1. | 23. јануар 2012.  | Доха     | Катар       | 0:1 | 0:5      | Пријатељска                               |
| 2. | 12. октобар 2014. | Стокхолм | Лихтенштајн | 2:0 | 2:0      | Квалификације за Европско првенство 2016. |
| 3. | 9. јун 2017.      | Стокхолм | Француска   | 1:1 | 2:1      | Квалификације за Светско првенство 2018.  |

## Статистика каријере

### Репрезентативна
Статистика до 3. јула 2018.
| Тим     | Год.   | Наступи | Голови |
| ------- | ------ | ------- | ------ |
| Шведска | 2011   | 1       | 0      |
| Шведска | 2012   | 2       | 1      |
| Шведска | 2013   | 11      | 0      |
| Шведска | 2014   | 9       | 1      |
| Шведска | 2015   | 5       | 0      |
| Шведска | 2016   | 10      | 0      |
| Шведска | 2017   | 5       | 1      |
| Шведска | 2018   | 3       | 0      |
| Укупно  | Укупно | 46      | 3      |

## Приватно
Дурмас је рођен у Еребру, у сиријској православној породици. Његов отац је мигрирао из Мидјата на југоистоку Турске. Почео је да игра за БК Форвард у младим годинама.